# Liga Mundial de Polo Aquático Feminino de 2005
A Liga Mundial de Polo Aquático Feminino de 2005 foi a segunda edição da Liga Mundial Feminina, organizado pela FINA. A Super Final aconteceu em Kirishi, Rússia, com a vitória da Seleção Grega Feminina de Polo Aquático.